# Linia elektroenergetyczna napowietrzna

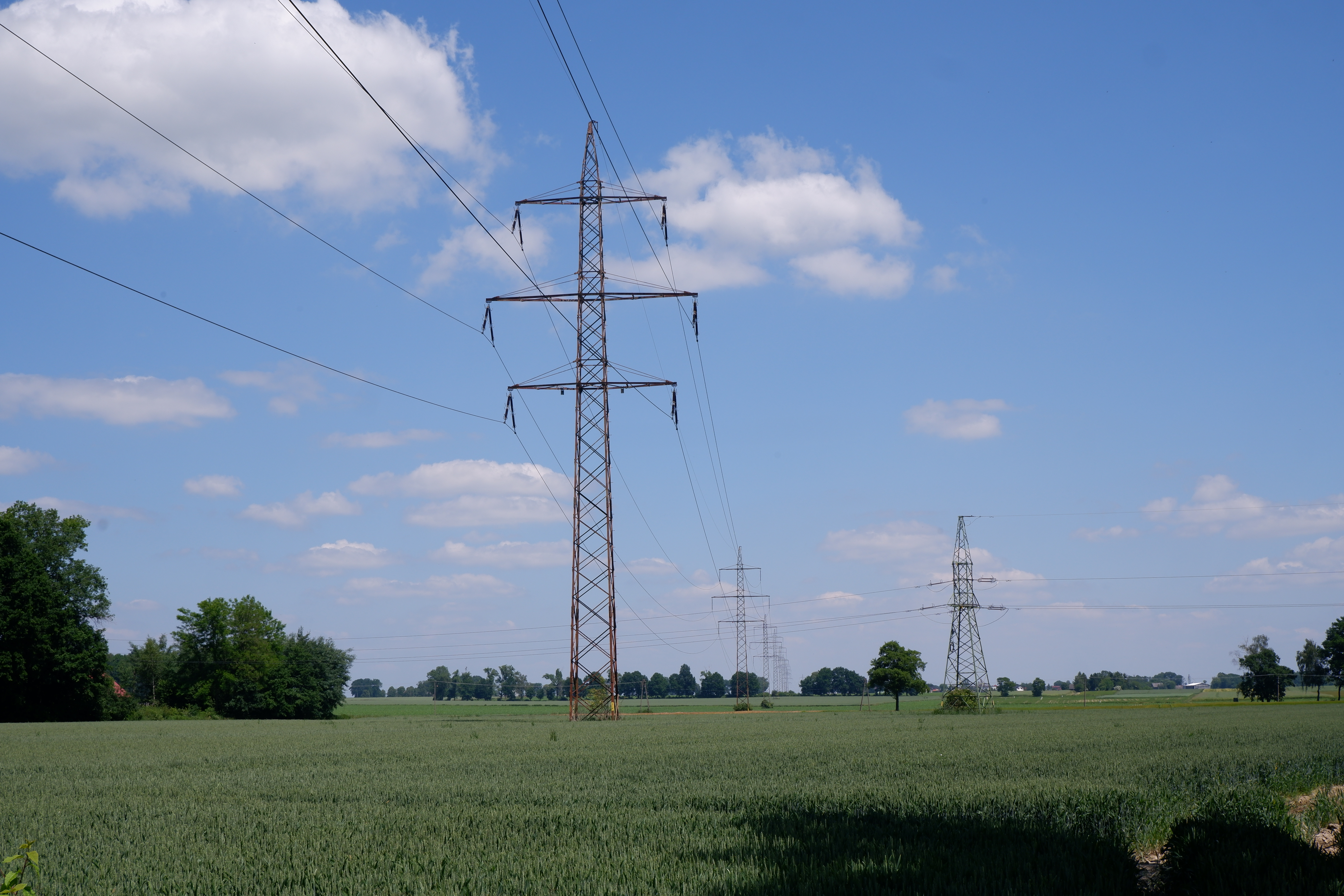
Linia sieci wysokiego napięcia w Strumieniu

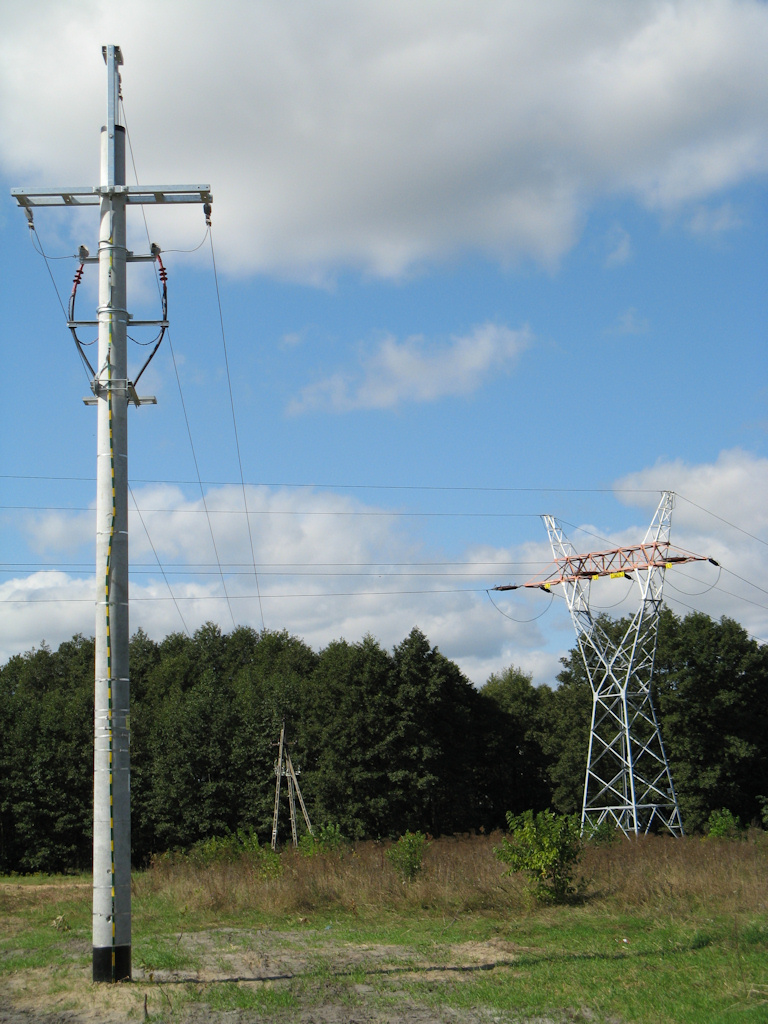
Sieć linii średniego napięcia w okolicach Łomży

Linia elektroenergetyczna napowietrzna – urządzenie napowietrzne, przeznaczone do przesyłania energii elektrycznej.
Linie elektroenergetyczne napowietrzne stanowią większość wśród linii przesyłowych (linie kablowe wciąż są w mniejszości). Sposób prowadzenia linii przez rozległe tereny naraża je na liczne czynniki klimatyczne (szadź, upał), topograficzne i środowiskowe, które należy uwzględnić w procesie projektowania, budowy i eksploatacji linii napowietrznych.
W liniach napowietrznych izolację stanowi powietrze atmosferyczne. Podstawowe elementy linii to:
- przewody fazowe i odgromowe
- konstrukcje wsporcze
- izolatory
- osprzęt liniowy
- uziomy słupów.

Wiszący między dwoma słupami przewód przyjmuje kształt krzywej łańcuchowej.

## Kategorie linii napowietrznych
W zależności od ważności linii, a tym samym od potrzeby bardziej troskliwej eksploatacji, linie napowietrzne dzieli się na kategorie:
- Kategoria I - linii o napięciu znamionowym 220 kV i wyższym;
- Kategoria II - linie o napięciu znamionowym wyższym niż 1 kV niezaliczane do kategorii I;
- Kategoria III - linie o napięciu znamionowym  1 kV i niższym.

## Oznaczenie linii napowietrznych
Sposób oznaczania linii napowietrznych nie jest normowany i powinien być ustalony przez zakład eksploatujący linie. Wśród wielu stosowanych sposobów najczęściej spotyka się oznaczenie obiektów numerami (np. linia 320), a także oznaczenie nazwami miejscowości lub stacji, między którymi linia została wybudowana (np. linia 220 kV Mory-Rożki).